# Ричард Карлајл
Ричард Карлајл (енгл. Richard Carlile; 8. децембар 1790 — 10. фебруар 1843) је био важан агитатор за успостављање универзалног права гласа и слободе штампе у Уједињеном Краљевству.

## Детињство и младост
Рођен је у Ешбуртону у Девону као син обућара који је умро 1794, тако да је Ричардова мајка морала да се сналази да одгаја троје деце помоћу прихода од вођења мале радње. Са шест година је стицао бесплатно образовање у локалној школи Цркве Енглеске, а са дванаест година је напустио школу како би започео седмогодишње шегртовање код лимара у Плимуту.

## Лични живот
1813. се оженио, а убрзо потом се са супругом преселио у Холборн хил у Лондону, где је нашао посао као лимар. Његова супруга, Џејн Карлајл је родила петоро деце, од којих је троје преживело.
Након 1829, Карлајл се упознао са Елизом Шарплс, са којом је живео у ванбрачној заједници. Заједно су добили најмање четворо деце.

## Политика и издаваштво
Његово интересовање за политику су испрва распалили економски услови у зиму 1816, кад је Карлајл морао да ради са скраћеним радним временом што је значило мању плату и озбиљне проблеме за његову породицу: „Делио сам опште недаће 1816. године, и то ми је отворило очи.“. Почео је да посећује политичке састанке на којима су се говорници као што је Хенри Хант жалили како само тројица људи у стотину имају глас. Такође је био под утицајем публикација Вилијам Кобет.
Како би зарадио новац, продавао је текстове парламентарних реформатора попут Тома Пејна на лондонским улицама, често пешачећи „тридесет миља за профит од осамнаест пенија“. У априлу 1817. је започео издавачки посао са штампаром Вилијамом Шервином и изнајмљивао је радњу у Флит стриту. Како би политичке текстове попут Пејнових књига Права човека и Принципи владе учинио доступним сиромашним читаоцима, делио их је у поглавља која је продавао као мале памфлете. На сличан начин је објавио и Доба разума и Принципе природе. Штампао је и пиратске копије Саутејевог Вата Тајлера и након хапшења радикала Вилијама Хоуна, поново је издао пародију дела књиге „Book of Common Prayer“ због које је Хоуну требало да буде суђено. Након тога је и он сам ухапшен у августу, и држан без оптужнице све док Хоун није ослобођен у децембру.
Дистрибуирао је забрањени радикални недељник Црни патуљак у време када је влада прогањала издаваче. Након тога је почео да издаје радикалне новине Шервинов политички регистар (енгл. Sherwin's Political Register), које су извештавале о политичким састанцима и давале исечке из књига и песама поборника реформског покрета попут Персија Биша Шелија и Лорда Бајрона. Популарност ових новина је убрзо почела да Карлајлу доноси недељни профит од 50 фунти.

## Питерлу иРепубликанац
Карлајл је био један од планираних главних говорника на реформаторском скупу 16. августа 1819. у Манчестеру. Таман кад је Хенри Хант требало да говори, присутне је напала коњица. Овај догађај је постао познат као Питерлу масакр. Карлајл је побегао и крили су га радикалски пријатељи пре него што се поштанском кочијом превезао у Лондон и објавио своје сведочење о догађају у Шервиновом недељном политичком регистру (енгл. Sherwin's Weekly Political Register) од 18. августа 1819, што је био први потпуни извештај о томе шта се догодило. У натпису је стајало „Језиви масакри у Манчестеру“.
Влада је реаговала затварањем Шервиновог политичког регистра и запленом новина и памфлета из штампарије. Карлајл је променио име у Републиканац (енгл. The Republican), и у издању од 27. августа 1819. захтевао да „Масакр... би требало да буде дневна тема штампе док убице не буду изведене пред лице правде.... Ниједан човек у Манчестеру који истиче своје ставове о неопходности реформе, не би требало да се креће ненаоружан — одмазда је постала дужност, а освета акт правде.“
Карлајлу је суђено за богохуљење, богохулну клевету и бунтовништво због објављивања у својим новинама материјала који би могао да охрабри људе на мржњу према влади, и због објављивања књига Здрав разум, Права Човека и Доба разума (које су критиковале Цркву Енглеске) Тома Пејна. У октобру 1819. је проглашен кривим за богохуљење и бунтовничку клевету и осуђен на три године дорчерстерском затвору уз казну од 1.500 фунти. Кад је одбио да плати казну, имовина у његовим просторијама у Флит стриту је заплењена. Док је био у затвору, наставио је да пише чланке за Републиканац, који је тада издавала његова супруга Џејн, и који је захваљујући публицитету сада имао већи тираж од провладиних новина Тајмс.
Како би зауздала штампу, влада је подигла порез на новине који је успостављен 1712. са 1 на 3 халфпенија 1797. а затим на 4 пенија 1815. Од децембра 1819. је постављена минимална цена од 7 пенија, уз додатна ограничења. У време кад су радници зарађивали мање од 10 шилинга (120 пенија) недељно, то је значило да тешко да могу да приуште радикалне новине, и издавачи су покушавали да користе разне стратегије како би избегли плаћање пореза. Групе људи су удруживале средства у читалачка друштва и претплатничка друштва како би заједно купили књигу или часопис, и често су их читали наглас једни другима као што је то био случај са Џејмсом Вилсоном.
1821, Карлајл се декларисао као атеиста (претходно се сматрао деистом) и објавио је своје Обраћање научном човеку (енгл. Address to Men of Science) где се залагао за материјализам и образовање. Исте године, Џејн Карлајл је осуђена на две године затвора због бунтовничке клевете, и њену позицију издавача је преузела Карлајлова сестра Мери. Након шест месеци, и она је осуђена по истом основу. Исти поступак је поновљен са осам његових радника, а преко 150 људи је послато у затвор због продаје Републиканца. Карлајлова казна је истекла 1823. али је одмах поново ухапшен и врађен у затвор због неплаћања казне од 1.500 фунти, тако да је поступак настављен док на крају није пуштен 25. новембра 1825. У следећем издању Републиканца, изразио је наду да ће његово дуго тамновање довести до слободног објављивања радикалних политичких идеја. Пример подршке коју је добијао из целе државе је била новчана помоћ коју му је у затвор послало четрдесет радника из села Ханслет из Западног Јоркшира, уз пратеће писмо у име тих „пар пријатеља истине и правде“.
Затим је објављивао журнале Лав (енгл. The Lion) који се борио против дечије радне снаге, и Промптор (енгл. The Promptor). Тврдио је да „једнакост између полова“ треба да буде циљ свих реформатора, а 1826. је објавио Књигу за сваку жену (енгл. Every Woman's Book), која се залагала за контролу рађања и сексуалну еманципацију жена.

## Ђаволов капелан
Карлајл се удружио са Робертом Тејлором и организовао „мисионарску туру неверничке куће“ (енгл. infidel home missionary tour), која је посетила Кембриџ 21. маја 1829. и изазвала значајно узнемирење на Универзитету Кембриџ, где је млади Чарлс Дарвин био студент друге године.
На њиховом састанку у Болтону, Ланкашајр, Карлајл се упознао са Елизом Шарплс, која је постала његова друга (невенчана) супруга.
Карлајл је затим отворио трошну зграду на јужној обали Темзе, звану Блекфрајерс ротунда, и током широких немира у јулу 1830, она је постала окупљалиште републиканаца и атеиста. Тејлор је организовао неверничке мелодраме и држао скандалозне проповеди, што му је донело надимак „Ђаволов капелан“. Хиљаде примерака ових проповеди је циркулисало у бунтовничкој публикацији „Ђаволова проповедаоница“ (енгл. The Devil's Pulpit).

## Поново у затвору
1831. је поново завршио у затвору због бунтовне клевете. Био је осуђен на две и по године због писања чланка подршке кампањи пољопривредних радника против смањења плата и саветовања штрајкача да сматрају да су у рату са владом. Кад је изашао из затвора био је у дубоким дуговима, а због казни које му је прописала влада није имао новца за издавање новина.
Његови политички и друштвени ставови се никад нису променили, али је његова филозофија доживела промену током 1830-их. Године 1837. Х. Робинсон је објавио резултате његових каснијих размишљања у књизи „Изванредна конверзија и јавна објава Ричарда Карлајла из Лондона у хришћанство“ (енгл. Extraordinary Conversion and Public Declaration of Richard Carlile of London to Christianity).
Након што је неколико година живео у изузетном сиромаштву у Енфилду, Карлајл се вратио у Флит стрит 1842, где је умро наредне године. Донирао је своје тело у сврхе медицинског истраживања. Велики број људи је присуствовао његовој сахрани, што је признање значаја његовог залагања за слободу штампе.